# Malhostovice
Malhostovice (deutsch Malostowitz) ist eine Gemeinde in Tschechien. Sie liegt sechs Kilometer östlich von Tišnov und gehört zum Okres Brno-venkov.

## Geographie
Malhostovice befindet sich in der Boskowitzer Furche. Das Dorf liegt am linken Ufer des Flüsschens Lubě an der Einmündung des Baches Pachla. Nördlich erhebt sich der Horky (340 m), im Nordosten die Paní hora (395 m), südlich die Zlobice (394 m), im Südwesten die Čebínka (433 m), westlich der Stráž und im Nordwesten der Vinohrad (372 m).
Nachbarorte sind Všechovice und Skalička im Norden, Nuzířov im Nordosten, Lipůvka im Osten, Kuřim im Südosten, Moravské Knínice im Süden, Čebín im Südwesten, Drásov im Westen sowie Železné und Stanovisko im Nordwesten.

## Geschichte
Die erste schriftliche Erwähnung des Ortes stammt aus dem Jahre 1320. Besitzer waren die Pernsteiner, später die Herren von Kunstadt. 1353 überschrieb Hroch von Kunstadt seiner Frau Margarethe von Sternberg die Zinseinnahmen aus Malhostovice und Horní Loučky als Leibgedinge. Seit dem Ende des 14. Jahrhunderts war Malhostovice ein Pfarrort. Letztmals wurde 1532 ein Pfarrer in Malhostovice erwähnt, im Jahre 1591 galt die Pfarre als erloschen. Zwischen 1658 und 1702 war das Dorf nach Lomnice gepfarrt. Nach der Errichtung des Lokalkaplanats Drásov wurde Malhostovice in den 1780er Jahren diesem zugeordnet.
Nach der Aufhebung der Patrimonialherrschaften bildete Malostovice ab 1850 eine Gemeinde im Brünner Bezirk und Gerichtsbezirk Tischnowitz. 1857 brannte der Kirchturm aus und die Glocken fielen herunter. Seit 1896 gehörte Malostovice zum neu gebildeten Bezirk Tischnowitz. Seit 1923 führt die Gemeinde den Namen Malhostovice. Nach der Auflösung des Okres Tišnov kam die Gemeinde mit Beginn des Jahres 1961 zum Okres Brno-venkov, zugleich wurde Nuzířov eingemeindet.

## Gemeindegliederung
Die Gemeinde Malhostovice besteht aus den Ortsteilen Malhostovice (Malostowitz) und Nuzířov (Noscherau).

## Sehenswürdigkeiten

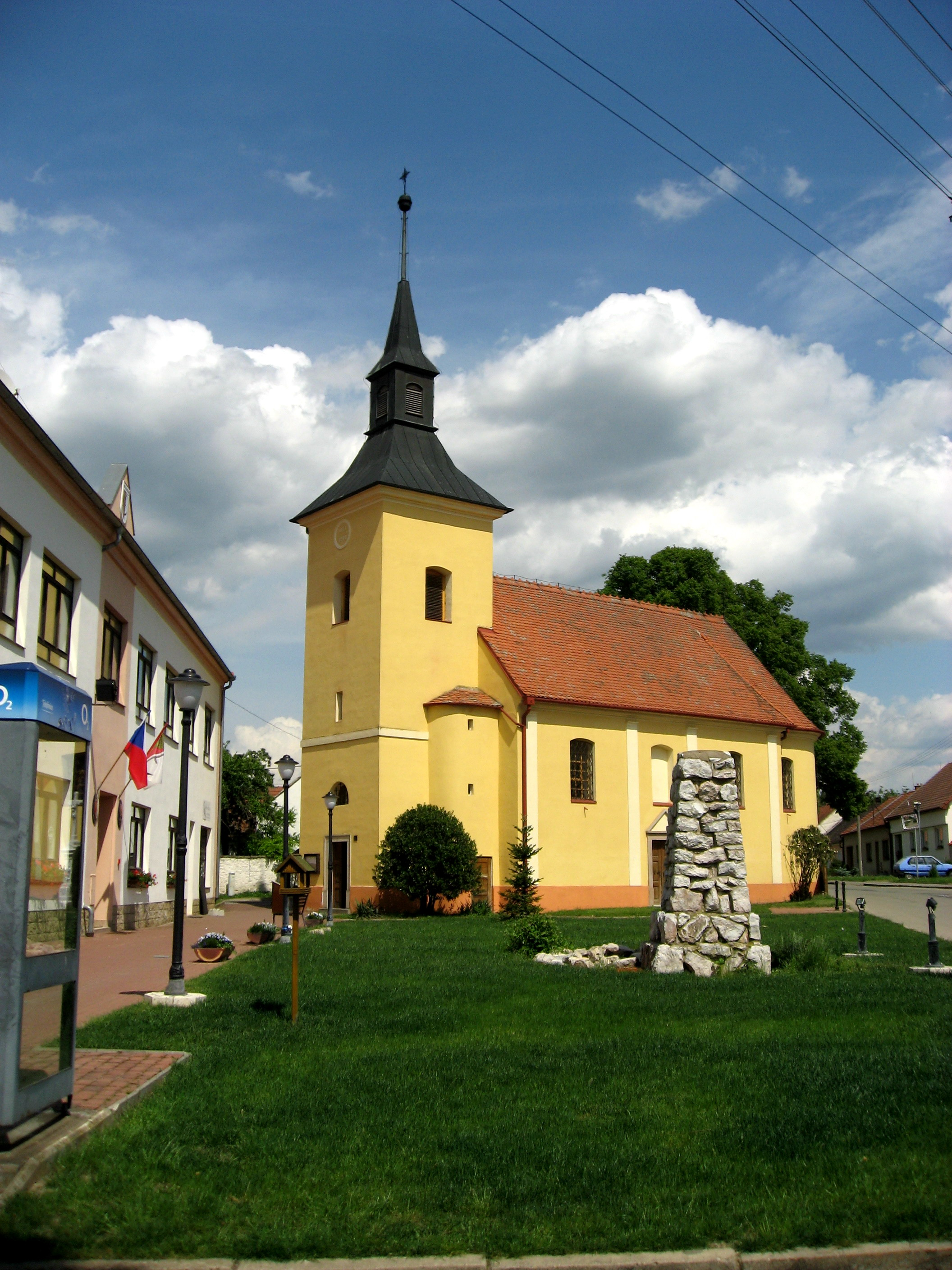
Kirche des hl. Laurentius

- Filialkirche des hl. Laurentius; der ursprünglich frühgotische Bau entstand wahrscheinlich im 13. Jahrhundert unter den Herren von Pernstein. Die erste schriftliche Nachricht über die Kirche stammt vom 20. Februar 1407. Im Jahre 1763 wurde der Turm errichtet. Die alte Kirche wurde 1834 wegen Baufälligkeit abgebrochen, lediglich der Turm blieb erhalten. Die Weihe des für 1285 Gulden errichteten Neubaus erfolgte 1835. Mit 1095 Gulden trug Wilhelm Graf Mitrovský den größten Teil der Baukosten.
- Kapelle in Nuzířov
- Grundmauern der Kirche des hl. Clemens, östlich des Dorfes
- Naturdenkmale Malhostovická pecka und Drásovský kopeček, südlich des Ortes, zwei Devonkalkriffe mit Population der Hundsrose, Großen Kuhschelle, Rotem Hartriegel, Schlehdorn, Liguster sowie Haselsträuchern.
- Naturdenkmal Zlobice, südlich von Malhostovice

## Söhne und Töchter der Gemeinde
- Vladimír Podborský (* 1932), Archäologe